# Cameron Deane Stewart
Cameron Deane Stewart (8 aprile 1991) è un attore statunitense.

## Carriera
Cameron Stewart è maggiormente conosciuto per aver recitato nel ruolo di Tom nel film Voices (2011) e per quello di Russell Middlebrook nel film Geography Club (2013). È Steven nell'episodio crossover di iCarly e Victorious nel 2011, denominato iParty con Victorious. Ha partecipato al film TV Bella e letale nel 2013 e nel 2014 ha avuto un ruolo ricorrente nella serie televisiva di Disney Channel Austin & Ally. Nel 2016 ha un altro ruolo ricorrente, questa volta nelle serie televisiva Aquarius.

## Filmografia

### Cinema
- That's What I Am, regia di Michael Pavone (2011)
- Bad Kids Go to Hell, regia di Matthew Spranlin (2012)
- Voices (Pitch Perfect), regia di Jason Moore (2012)
- Una spia al liceo (So Undercover), regia di Tom Vaughan (2012)
- Geography Club, regia di Gary Entin (2013)
- By God's Grace, regia di Brett Eichenberger (2014)
- Knucklebones, regia di Mitch Wilson (2014)
- Big Bad, regia di Opie Cooper (2016)
- Bad Kids of Crestview Academy, regia di Ben Browder (2017)

### Televisione
- A Walk in My Shoes, regia di John Kent Harrison – film TV (2010)
- Giustizia per Natalee (Justice for Natalee Holloway), regia di Stephen Kay – film TV (2011)
- iCarly – serie TV, episodio 4x10 (2011)
- A Smile as Big as the Moon, regia di James Steven Sadwith – film TV (2012)
- American Horror House, regia di Darin Scott – film TV (2012)
- Bella e letale (Dirty Teacher), regia di Doug Campbell – film TV (2013)
- CSI - Scena del crimine (CSI: Crime Scene Investigation) – serie TV, episodio 13x18 (2013)
- The Confession, regia di Michael Landon Jr. – film TV (2013)
- Occult, regia di Rob Bowman – film TV (2014)
- The Walking Dead – serie TV, episodio 4x10 (2014)
- Castle – serie TV, episodio 6x18 (2014)
- Star-Crossed – serie TV, episodi 1x01-1x02-1x10 (2014)
- Austin & Ally – serie TV, 4 episodi (2014)
- NCIS - Unità anticrimine (NCIS) – serie TV, episodio 12x08 (2014)
- Rizzoli & Isles – serie TV, episodio 5x17 (2015)
- Aquarius – serie TV, 10 episodi (2016)

## Doppiatori italiani
Nelle versioni in italiano dei suoi film, Cameron Deane Stewart è stato doppiato da:
- Davide Perino in CSI - Scena del crimine, Doctor Odyssey
- Davide Albano in iCarly
- Flavio Aquilone in Bella e letale
- Alessandro Serafini in Castle
- Stefano Broccoletti in Austin & Ally
- Stefano Macchi in Aquarius